# Labeo victorianus
Labeo victorianus is een  straalvinnige vissensoort uit de familie van eigenlijke karpers (Cyprinidae). De wetenschappelijke naam van de soort is voor het eerst geldig gepubliceerd in 1901 door Boulenger.
De soort staat op de Rode Lijst van de IUCN als kritiek, beoordelingsjaar 2015. De omvang van de populatie is volgens de IUCN dalend.